# Église Saint-Médard de Sons-et-Ronchères
L'église Saint-Médard de Sons-et-Ronchères est une église située à Sons-et-Ronchères, en France.

## Localisation
L'église est située sur la commune de Sons-et-Ronchères, dans le département de l'Aisne.